# San Julián de Ramis
San Julián de Ramis (en catalán y oficialmente desde 1981 Sant Julià de Ramis) es un municipio español de la comarca catalana del Gironés, en la provincia de Gerona, situado al norte de la comarca, a la izquierda del río Ter y en el límite con la del Pla de l'Estany. En 1972 se anexionó el municipio de Mediñá y se segregó en junio de 2015.

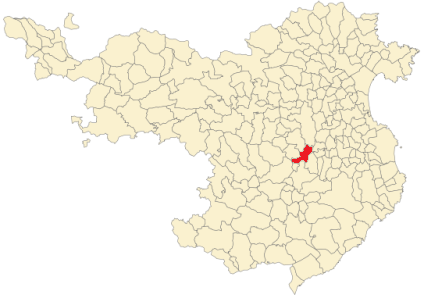
Situación de San Julián de Ramis en la provincia de Gerona

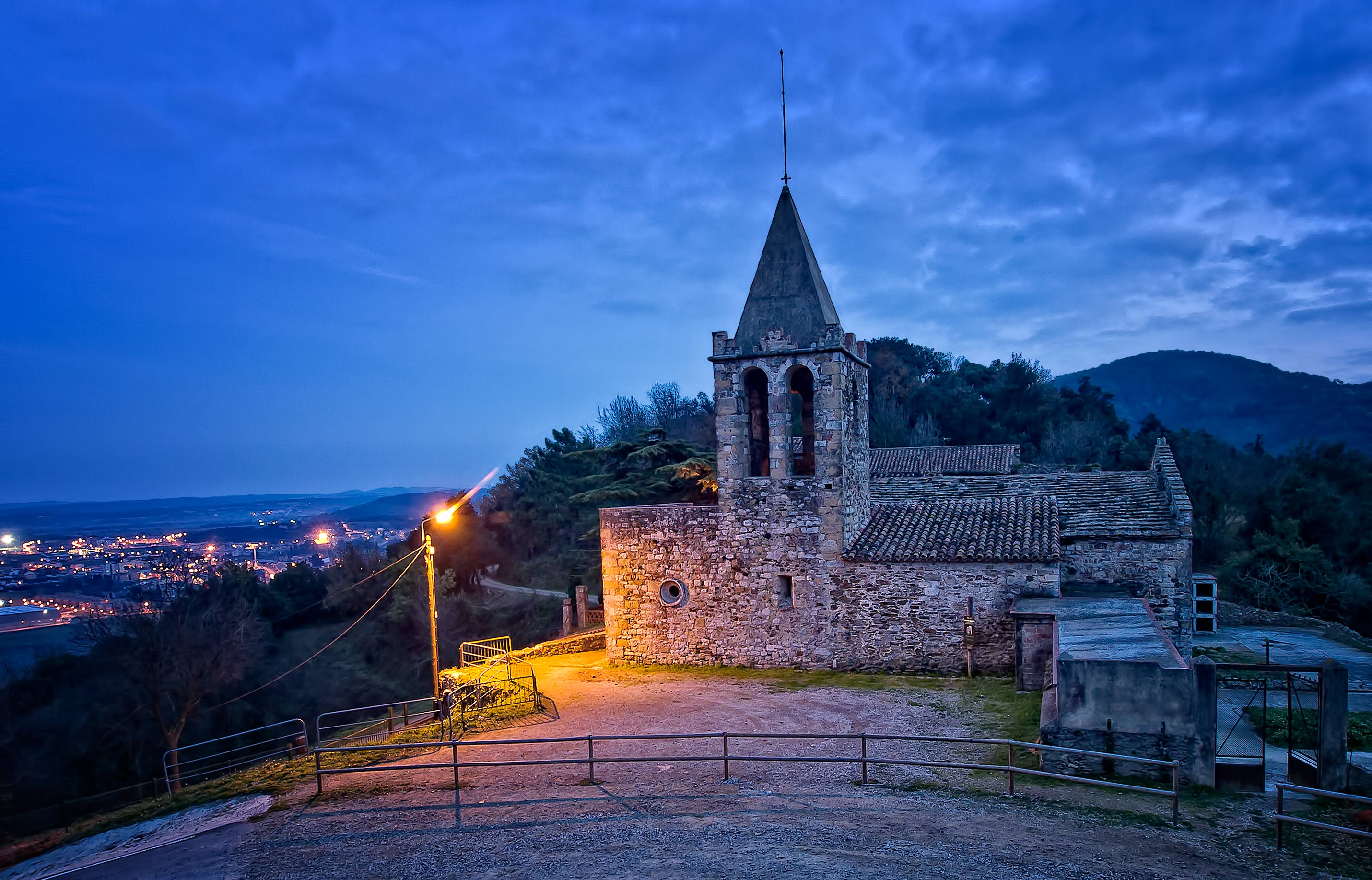
Iglesia de San Cosme y San Damián

## Geografía
Integrado en la comarca del Gironés, se sitúa a 14 kilómetros del centro de Gerona. El término municipal está atravesado por la Autopista del Mediterráneo (AP-7), por la antigua carretera N-II entre los pK 723 y 728, por la carretera N-IIa que da acceso a Gerona, y por las carreteras locales GI-514, que se dirige a Cornellá del Terri, y GI-633, que conecta con Cerviá de Ter.  
El relieve del municipio está caracterizado por la margen izquierda del río Ter, el valle de su afluente el río Terri y algunas montañas aisladas como la Montaña de Sant Juliá, que alcanza los 204 metros de altitud. La altitud oscila entre los 204 metros (Montaña de Sant Juliá) y los 40 metros a orillas del río Ter. El pueblo se alza a 178 metros sobre el nivel del mar. 
| Noroeste: Cornellá del Terri            | Norte: Vilademúls           | Noreste: Cerviá de Ter |
| Oeste: Palol de Rebardit y San Gregorio |                             | Este: Celrá            |
| Suroeste: Sarriá de Ter                 | Sur: Sarriá de Ter y Gerona | Sureste: Celrá         |

## Demografía
San Julián de Ramis cuenta con una población de 3644 habitantes (INE 2024).
| Gráfica de evolución demográfica de San Julián de Ramis entre 1842 y 2021 |
| |
| Población de derecho según los censos de población del INE Población de hecho según los censos de población del INEEntre el censo de 1981 y el anterior, crece el término del municipio porque incorpora a Mediñá |

## Economía
Agricultura de secano y de regadío e industrias diversas.

## Lugares de interés
- Iglesia de los santos Cosme y Damián, de estilo románico con fachada renacentista.
- Ruinas del castillo de Montagut.
- Castellum Fractum, ruinas de una fortificación romana de época tardía.

## Bibliografía

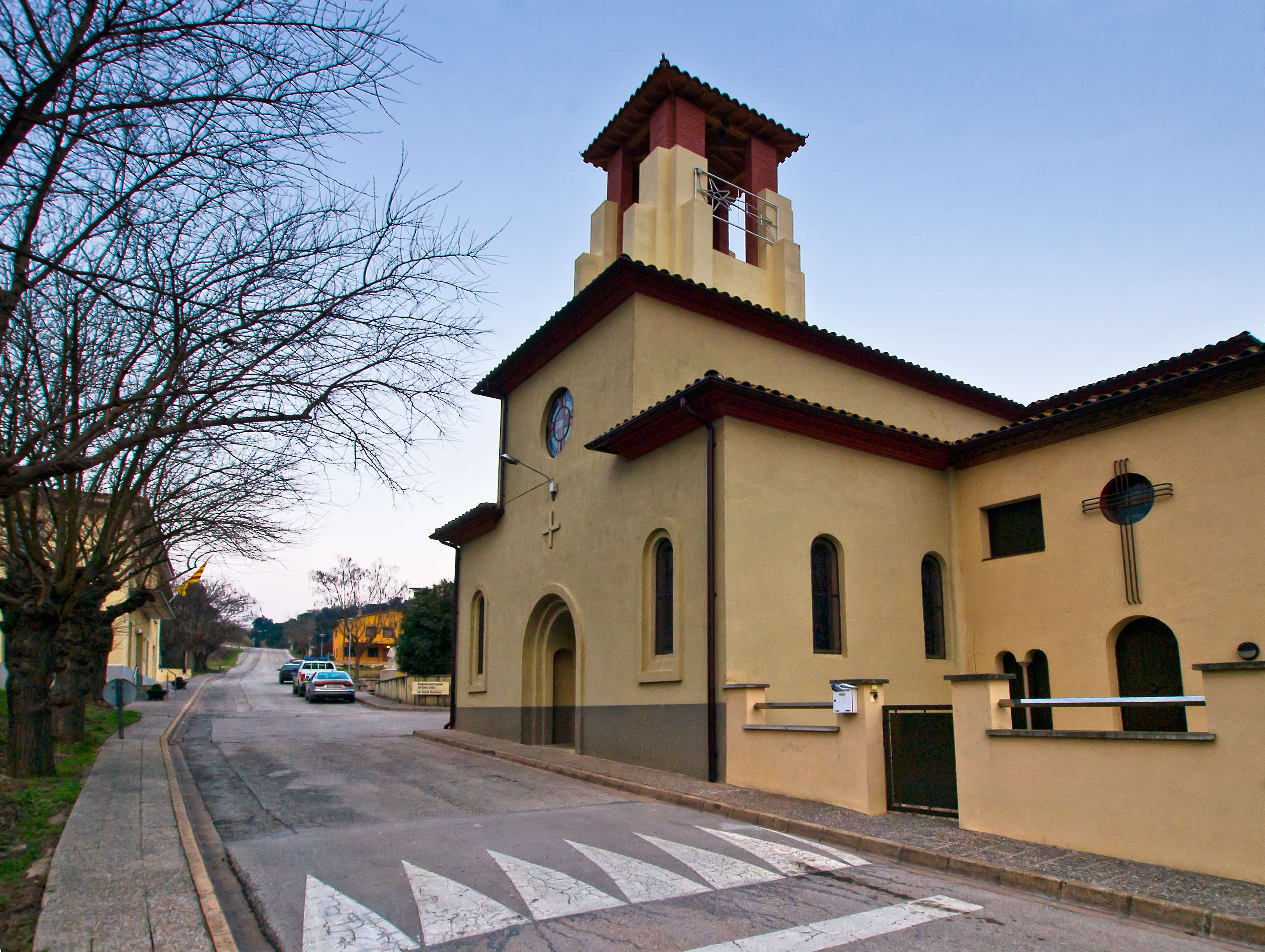
Iglesia parroquial y Ayuntamiento de San Julián de Ramis